# Rendezvous pitch maneuver

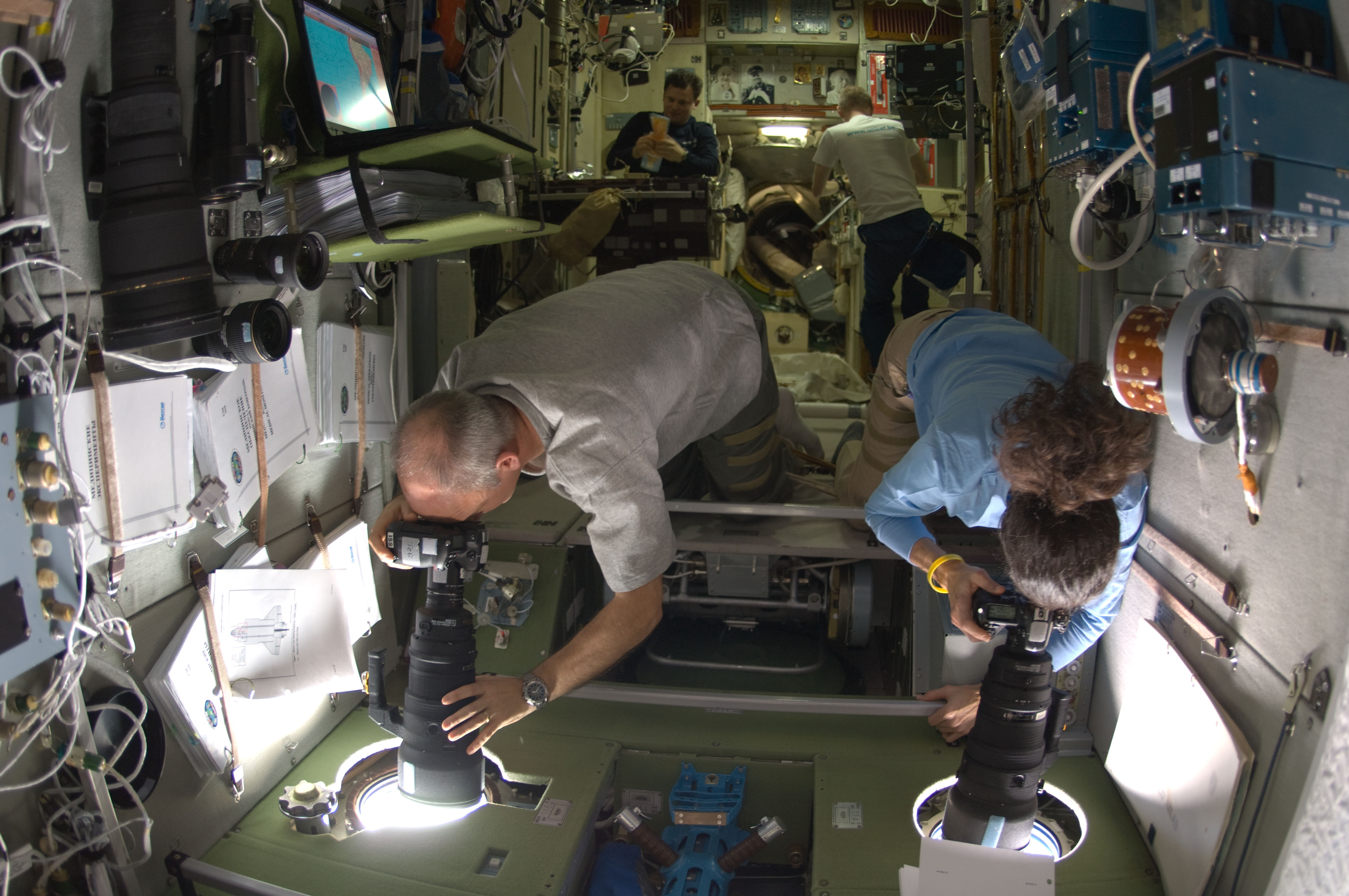
Astronautas de la Expedición 21 en la ISS fotografiando desde el módulo Zvezda el escudo térmico de un transbordador

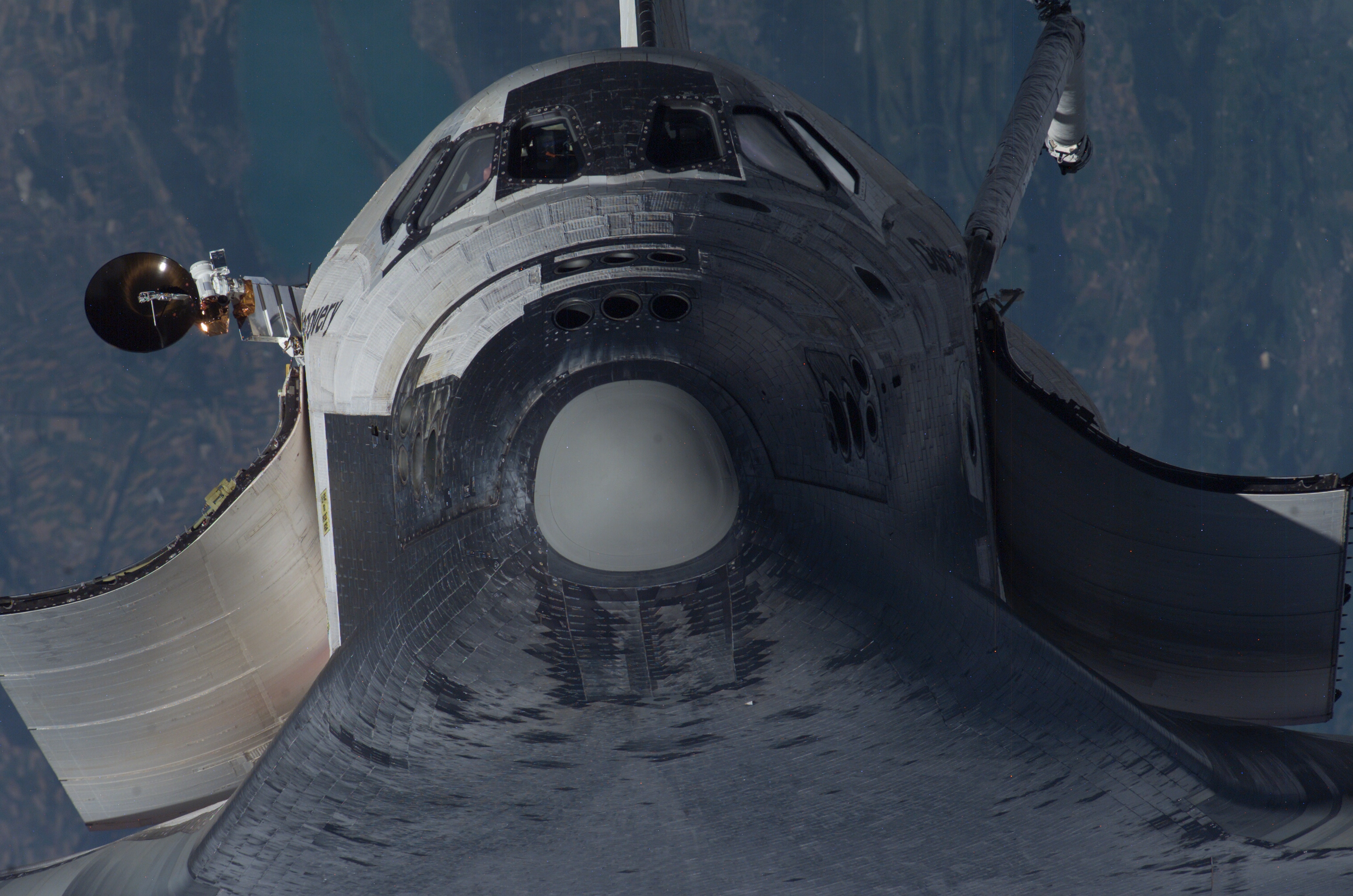
El transbordador espacial Discovery realiza la rendezvous pitch maneuver durante la STS-114.

La rendezvous pitch maneuver (que significa, maniobra de cabeceo para rendezvous), formalmente conocida como R-bar pitch maneuver (RPM), es una maniobra realizada por el transbordador espacial cuando se encuentra con la Estación espacial internacional (ISS) antes de acoplarse. El transbordador realiza una voltereta hacia atrás para mostrar su escudo térmico a la tripulación de la ISS que lo fotografiarán. Sobre la base de la información obtenida durante la rendezvous pitch maneuver, el equipo de la misión decidiría si el orbitador es seguro o no para la reentrada atmosférica. Si fuera así tendrían que esperar en la ISS a una misión de rescate o intentar reparar el escudo térmico mediante EVAs que pudieran garantizar una reentrada segura del orbitador.
Este fue un procedimiento estándar para todos los transbordadores espaciales acoplados a la estación espacial internacional después del accidente del Columbia, causado por un escudo térmico dañado.